# William T. Sherman
William Tecumseh Sherman (Lancaster, Ohio, 8 de febrer de 1820 – Nova York, 14 de febrer de 1891) fou un militar, educador i escriptor estatunidenc. La celebritat li deriva de la seva participació amb el rang de general a la Guerra Civil dels Estats Units (1861 - 1865), on va rebre molts elogis per l'eficient utilització de l'estratègia militar, així com forts qüestionaments per la implacable tàctica de la terra cremada contra l'enemic. Aquesta política li ha comportat el qualificatiu, per part d'alguns autors, de primer general modern.